# Файт, Анна
А́нна Файт (нем. Anna Veith, в девичестве — Фе́ннингер (нем. Fenninger), род. 18 июня 1989 года в Зальцбурге, Австрия) — австрийская горнолыжница, олимпийская чемпионка 2014 года в супергиганте, трёхкратная чемпионка мира, двукратная обладательница Кубка мира в общем зачёте (2013/14 и 2014/15). 4-кратная чемпионка мира среди юниоров. Наиболее успешно выступала в супергиганте и гигантском слаломе. Трижды подряд (2013—2015) признавалась лучшей спортсменкой года в Австрии.

## Спортивная карьера
В 2006 году на чемпионате мира среди юниоров в Квебеке выиграла два золота (супергигант и комбинация) и одно серебро (скоростной спуск). В 2008 году в испанском Формигале вновь завоевала два золота (комбинация и гигантский слалом) и одно серебро (супергигант) юниорского чемпионата мира. На следующем чемпионате мира среди юниоров 2009 года в Гармиш-Партенкирхене выиграла бронзу в супергиганте. 7 наград юниорских чемпионатов мира делают Феннингер одной из самых титулованных спортсменок в истории этих турниров.

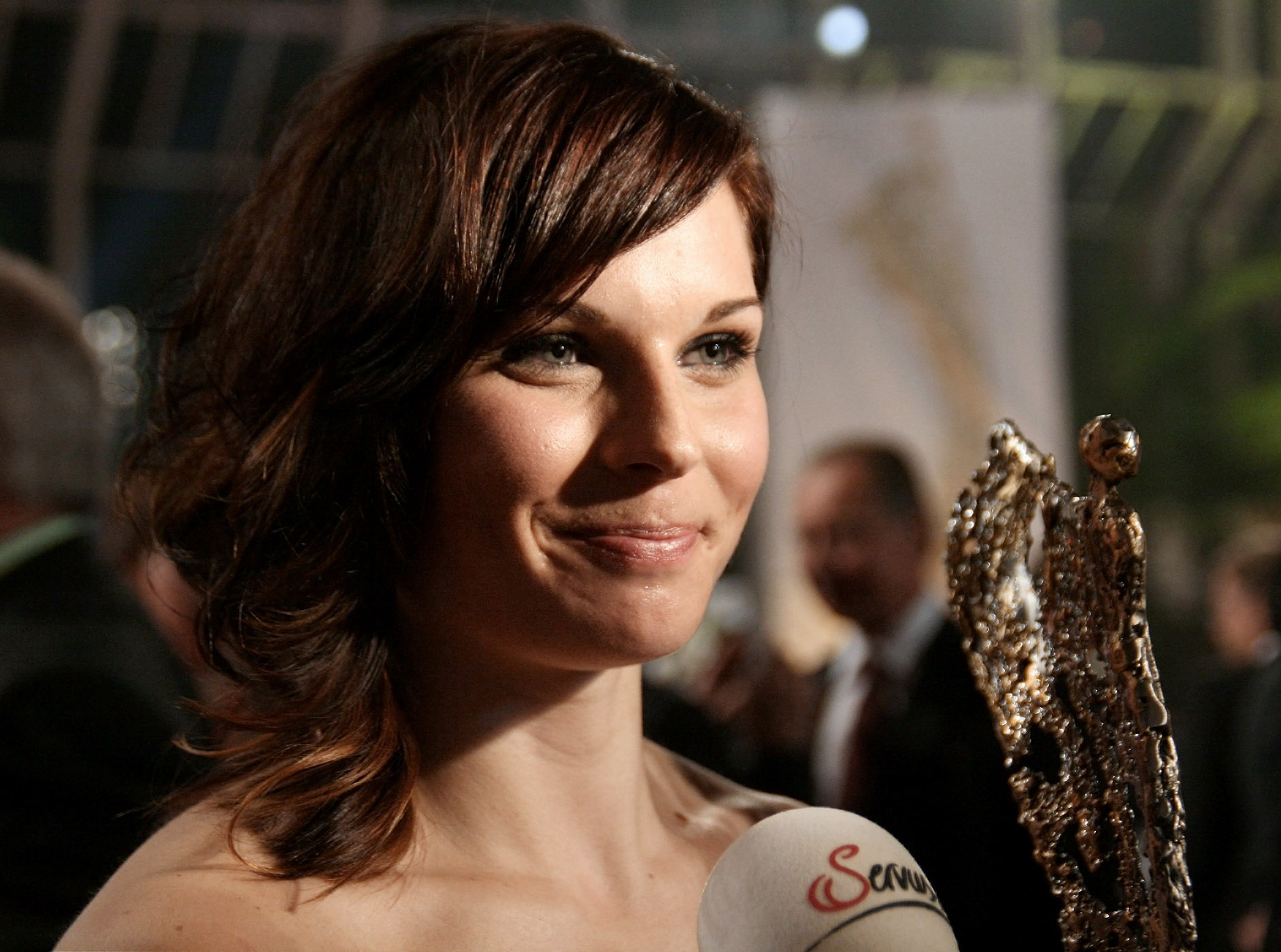
Анна в 2011 году

В Кубке мира Феннингер дебютировала в 17-летнем возрасте в 2006 году, в январе 2009 года впервые попала в тройку лучших на этапе Кубка мира в супергиганте. 28 декабря 2011 года одержала свою первую победу, выиграв гигантский слалом в Лиенце. В сезоне 2012/13 выиграла три этапа Кубка мира, а в следующем сезоне — 4.
На Олимпиаде-2010 в Ванкувере стартовала в трёх дисциплинах, ни разу не попав в число 15 лучших: скоростной спуск — 25-е место, комбинация — 16-е место, супергигант — 16-е место.
На чемпионате мира 2011 года в Гармиш-Партенкирхене выиграла золото в суперкомбинации (при этом на этапах Кубка мира к тому моменту Анна ни разу не попадала даже в тройку лучших в этой дисциплине), а также серебро в командных соревнованиях. В 2013 году на чемпионате мира в Шладминге стала третьей в гигантском слаломе.
На Олимпийских играх 2014 года в Сочи выиграла золото в супергиганте и серебро в гигантском слаломе. Спустя месяц после Олимпийских игр Анна выиграла общий зачёт Кубка мира, став недосягаемой для соперниц за два старта до окончания сезона. При этом Анна победила в Кубке мира за счёт стабильности — вплоть до начала марта 2014 года на её счету была всего лишь одна победа на этапе в сезоне.
На чемпионате мира 2015 года в Вейле/Бивер-Крике Анна выиграла золото в супергиганте и гигантском слаломе, а также серебро в скоростном спуске (всего 0,02 сек Анна уступила чемпионке Тине Мазе). В суперкомбинации Анна заняла четвёртое место.

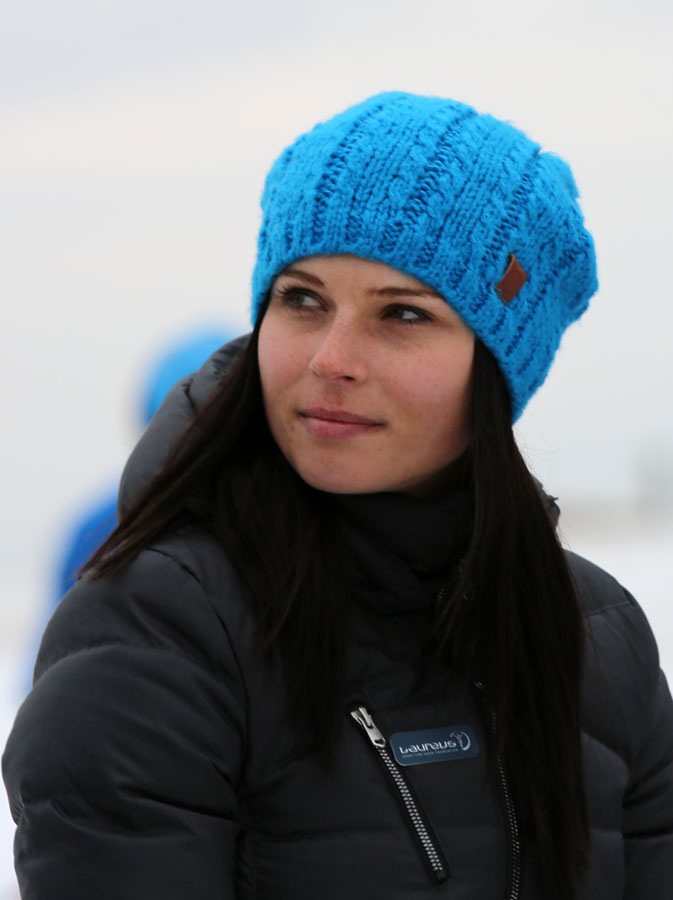
Анна в марте 2015 года

В Кубке мира сезона 2014/15 Анна одержала шесть побед на отдельных этапах (в т. ч. четыре победы в гигантском слаломе) и второй раз подряд стала первой в общем зачёте, всего на 22 очка опередив Тину Мазе (ещё перед последним стартом сезона Феннингер уступала Мазе 18 очков). До успеха Анны последней австрийкой, выигравшей Кубок мира два раза подряд, была Петра Кронбергер в 1992 году.
В середине октября 2015 года получила серьёзную травму, из-за которой вынуждена полностью пропустить сезон 2015/16. По итогам 2015 года была третий раз подряд признана лучшей спортсменкой Австрии. Последний раз подобное удалось Петре Кронбергер в 1990—1992 годах.
16 апреля 2016 года вышла замуж за своего давнего бойфренда, бывшего сноубордиста Мануэля Файта и взяла его фамилию.
Файт вернулась на трассы Кубка мира в конце декабря 2016 года в австрийском Земмеринге. 27 декабря она не смогла квалифицироваться во вторую попытку в гигантском слаломе, а на следующий день стала 25-й также в гигантском слаломе. Уже 29 января 2017 года Анна стала третьей в супергиганте в Кортине-д’Ампеццо. На чемпионате мира 2017 года в Санкт-Морице Файт заняла 22-е место в гигантском слаломе, а в супергиганте не сумела финишировать.
17 декабря 2017 года выиграла свой первый этап Кубка мира после возвращения (первый за 2,5 года), победив в супергиганте в Валь-д’Изере. Эта победа стала последней в карьере Файт. По итогам сезона 2017/18 заняла 15-е место в общем зачёте и третье место в зачёте супергиганта.
На Олимпийских играх 2018 года Анна была выбрана знаменосцем сборной Австрии на церемонии открытия. 15 февраля Анна выступила в гигантском слаломе, где заняла 12-е место. 17 февраля Файт стала второй в супергиганте, всего 0,01 сек уступив сенсационной победительнице Эстер Ледецкой из Чехии, которая ни разу в карьере не попадала даже в пятёрку лучших на этапах Кубка мира.
Использовала лыжи и ботинки производства фирмы Head.
В мае 2020 года Анна заявила о завершении карьеры.
В феврале 2021 года стало известно, что Анна ожидает первого ребёнка.

## Результаты на крупнейших соревнованиях

### Зимние Олимпийские игры
| Олимпийские игры | Скоростной спуск | Супергигант | Гигантский слалом | Слалом | Комбинация | Команды |
| ---------------- | ---------------- | ----------- | ----------------- | ------ | ---------- | ------- |
| 2010 Ванкувер    | 25               | 16          | —                 | —      | 16         | н/д     |
| 2014 Сочи        | DNF              | 1           | 2                 | —      | 8          | н/д     |
| 2018 Пхёнчхан    | —                | 2           | 12                | —      | —          | —       |

### Чемпионаты мира
| Чемпионат мира       | Скоростной спуск          | Супергигант               | Гигантский слалом         | Слалом                    | Комбинация                | Команды                   |
| -------------------- | ------------------------- | ------------------------- | ------------------------- | ------------------------- | ------------------------- | ------------------------- |
| 2009 Валь-д’Изер     | DNF                       | 4                         | —                         | 32                        | 7                         | н/д                       |
| 2011 Гармиш          | 17                        | 5                         | —                         | —                         | 1                         | 2                         |
| 2013 Шладминг        | 11                        | DNF                       | 3                         | —                         | DNF                       | —                         |
| 2015 Вейл/Бивер-Крик | 2                         | 1                         | 1                         | —                         | 4                         | —                         |
| 2017 Санкт-Мориц     | —                         | DNF                       | 22                        | —                         | —                         | —                         |
| 2019 Оре             | не выступала из-за травмы | не выступала из-за травмы | не выступала из-за травмы | не выступала из-за травмы | не выступала из-за травмы | не выступала из-за травмы |

### Кубок мира

#### Общий зачёт и отдельные дисциплины
- Общий зачёт — 2 раза: 2013/14, 2014/15
- Гигантский слалом — 2 раза: 2013/14, 2014/15
- Комбинация — 2014/15[5]

#### Победы на этапах Кубка мира (15)
| №  | Сезон   | Дата        | Место               | Дисциплина             |
| -- | ------- | ----------- | ------------------- | ---------------------- |
| 1  | 2011/12 | 28 дек 2011 | Лиенц               | Гигантский слалом      |
| 2  | 2012/13 | 28 дек 2012 | Земмеринг           | Гигантский слалом (2)  |
| 3  | 2012/13 | 3 мар 2013  | Гармиш-Партенкирхен | Супергигант            |
| 4  | 2012/13 | 9 мар 2013  | Офтершванг          | Гигантский слалом (3)  |
| 5  | 2013/14 | 28 дек 2013 | Лиенц               | Гигантский слалом (4)  |
| 6  | 2013/14 | 6 мар 2014  | Оре                 | Гигантский слалом (5)  |
| 7  | 2013/14 | 7 мар 2014  | Оре                 | Гигантский слалом (6)  |
| 8  | 2013/14 | 16 мар 2014 | Ленцерхайде         | Гигантский слалом (7)  |
| 9  | 2014/15 | 25 окт 2014 | Зёльден             | Гигантский слалом (8)  |
| 10 | 2014/15 | 21 фев 2015 | Марибор             | Гигантский слалом (9)  |
| 11 | 2014/15 | 1 мар 2015  | Банско              | Суперкомбинация        |
| 12 | 2014/15 | 2 мар 2015  | Банско              | Супергигант (2)        |
| 13 | 2014/15 | 14 мар 2015 | Оре                 | Гигантский слалом (10) |
| 14 | 2014/15 | 22 мар 2015 | Мерибель            | Гигантский слалом (11) |
| 15 | 2017/18 | 17 дек 2017 | Валь-д’Изер         | Супергигант (3)        |

## Вне спорта
В ноябре 2016 года выпустила свою автобиографию. Поддерживает охрану живой природы, представляет Фонд сохранения гепардов.
C 2016 года замужем за австрийским сноубордистом Мануэлем Файтом. 22 июня 2021 года у супругов родился сын Генри.